# Burjátok
A burjátok (oroszul буря́ты [burjati]) egy mongol népcsoport, mely főleg Oroszországban, azon belül Délkelet-Szibériában, és Mongóliában él, kis részük pedig Kínában.

## Történelem és lakóhely
A burjátok döntő többsége az oroszországi Burjátföldön él, ahol a lakosság mintegy 30%-át képezik. 2008-ig autonómiájuk volt a ma Irkutszki területbe beolvasztott Uszt-ordinszkiji Burját Autonóm Körzetben, és a ma Bajkálontúli határterülethez tartozó Aginszkojei Burját Autonóm Körzetben. Ezek az autonóm körzetek elveszítették státusukat, s az előbbiben hat, az utóbbiban pedig három járásra osztották fel őket. Pravoszláv vallásúak, s burját nyelven beszélnek.

A Burjátföldön, a Bajkálontúli határterületen és Jakutföldön élő burjátok aránya helyi önkormányzatok szerint (százalékban)
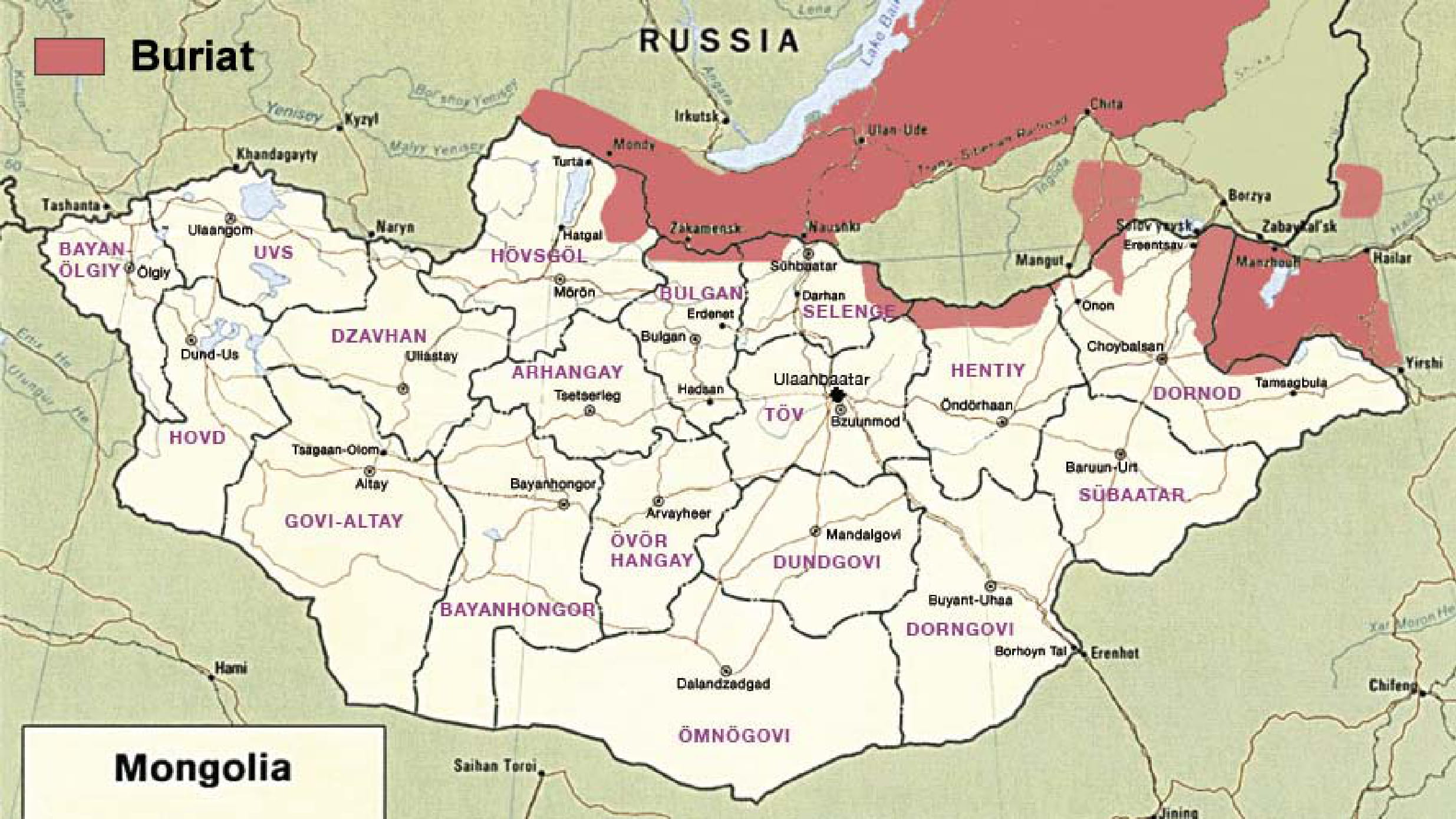
Burjátok Mongóliában

## Népesség
A burjátok száma ekképpen alakult a különböző oroszországi közigazgatási egységekben:
| Régiók                    | 1926            | 1939            | 1959            | 1970          | 1979          | 1989           | 2002            | 2010          |
| ------------------------- | --------------- | --------------- | --------------- | ------------- | ------------- | -------------- | --------------- | ------------- |
| Burjátföld                | 214 957 (43,8%) | 116 382 (21,3%) | 135 798 (20,2%) | 178 660 (22%) | 206 860 (23%) | 249 525 (24%)  | 272 910 (27,8%) | 286 839 (30%) |
| Irkutszki terület         |                 |                 | 70 529 (3,57%)  |               |               | 77 330 (2,74%) | 80 565 (3,12%)  | 77 667 (3,2%) |
| Bajkálontúli határterület |                 |                 |                 |               |               |                | 70 457          | 73 941        |
| Jakutföld                 | 11              | 699             | 757             |               | 4 508         | 8 471          | 7 266           | 7 011         |